# Бук-М2

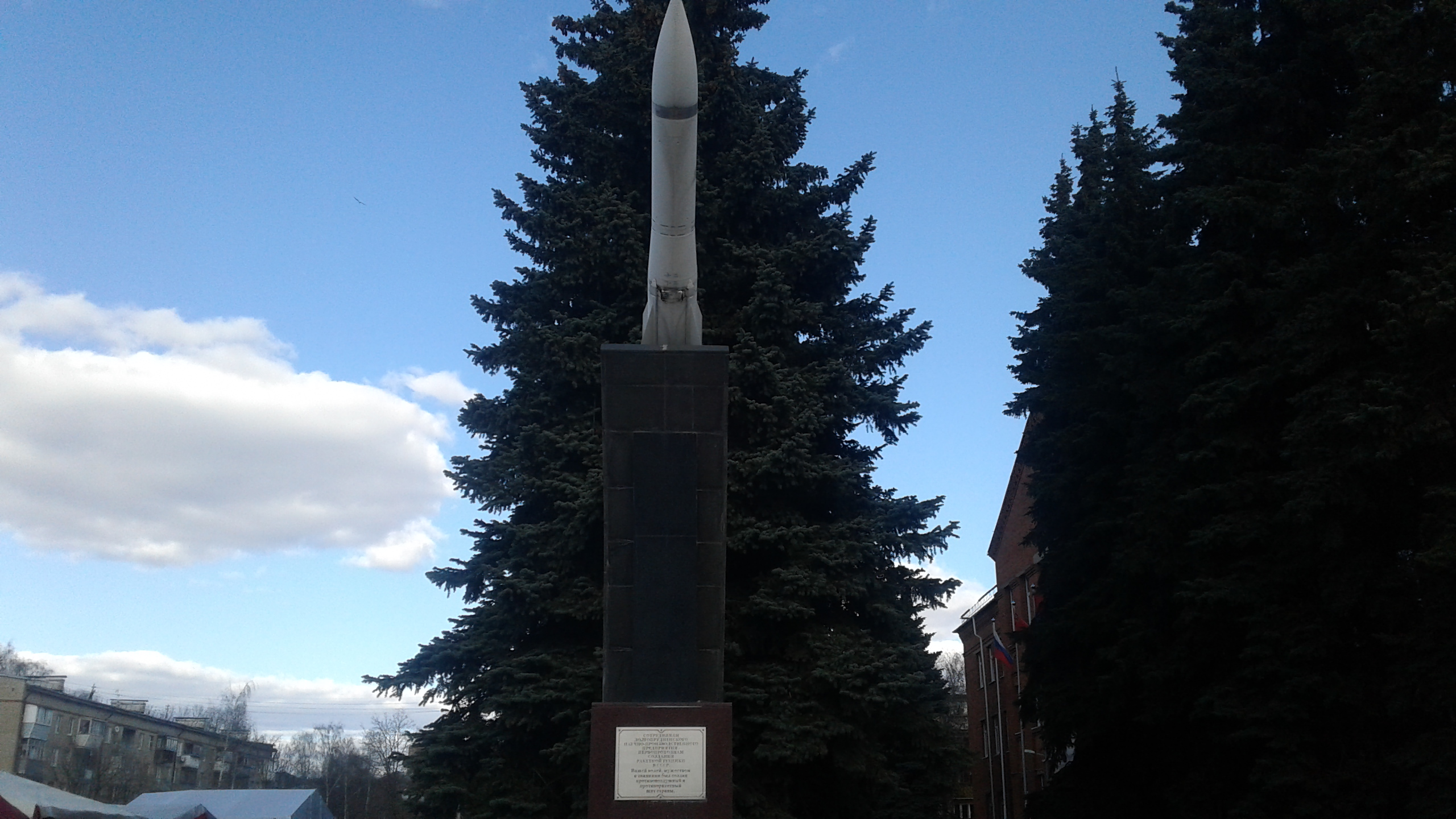
Памятник-ракета 9М38М1 зенитного комплекса БУК перед проходной Долгопрудненского научно-производственного предприятия

«Бук-М2» (индекс ГРАУ — 9K317, по классификации МО США и НАТО — SA-17 Grizzly («Гризли»)) — зенитный ракетный комплекс (ЗРК). Разработан в НИИ приборостроения им. В. В. Тихомирова. Многоканальный, высокомобильный многофункциональный ЗРК средней дальности «Бук-М2» предназначен для поражения самолётов стратегической и тактической авиации, вертолётов, в том числе зависающих, крылатых ракет и других аэродинамических летательных объектов, во всём диапазоне их возможного применения, тактических баллистических и авиационных ракет, управляемых авиабомб в условиях интенсивного радиоэлектронного и огневого противодействия противника, а также для обстрела надводных и наземных радиоконтрастных целей. ЗРК может применяться для противовоздушной обороны войск (войсковых объектов) в различных формах боевых действий, административно-промышленных объектов и территорий страны.
Элементы комплекса «Бук-М2» выполнены на шасси ГM-569 производства ОАО «Мытищинский машиностроительный завод». Элементы комплекса «Бук-М2Э» (экспортная модификация) по желанию заказчиков выполняются на шасси МЗКТ-69221 производства Volat (ОАО «Минский завод колёсных тягачей»).
Эффективная отражающая поверхность цели (ЭОП): 0,05-0,1 м2; помехоустойчивость:1000Вт/МГц.

## История

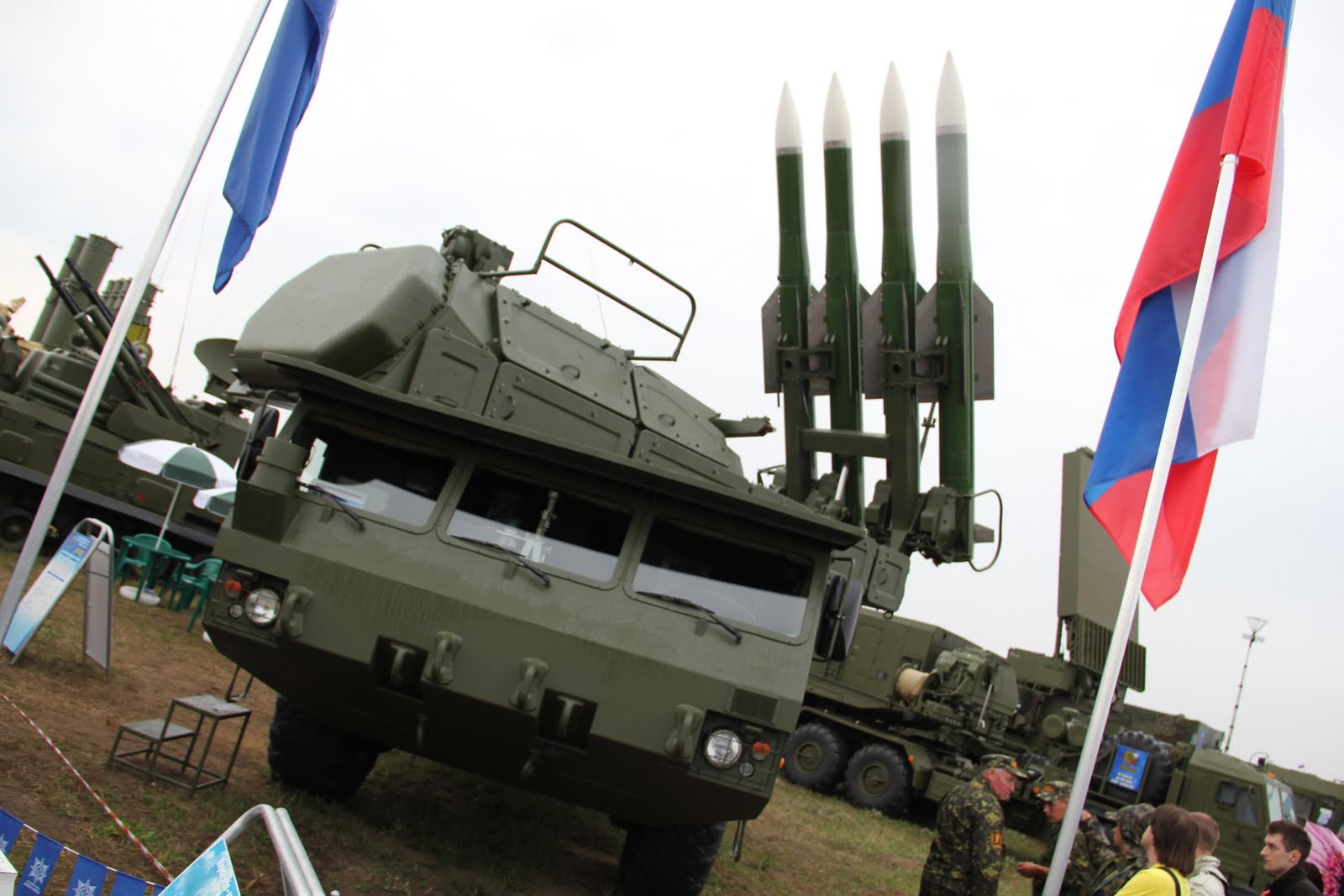
Колёсная СОУ 9А317ЭК на авиасалоне МАКС-2011

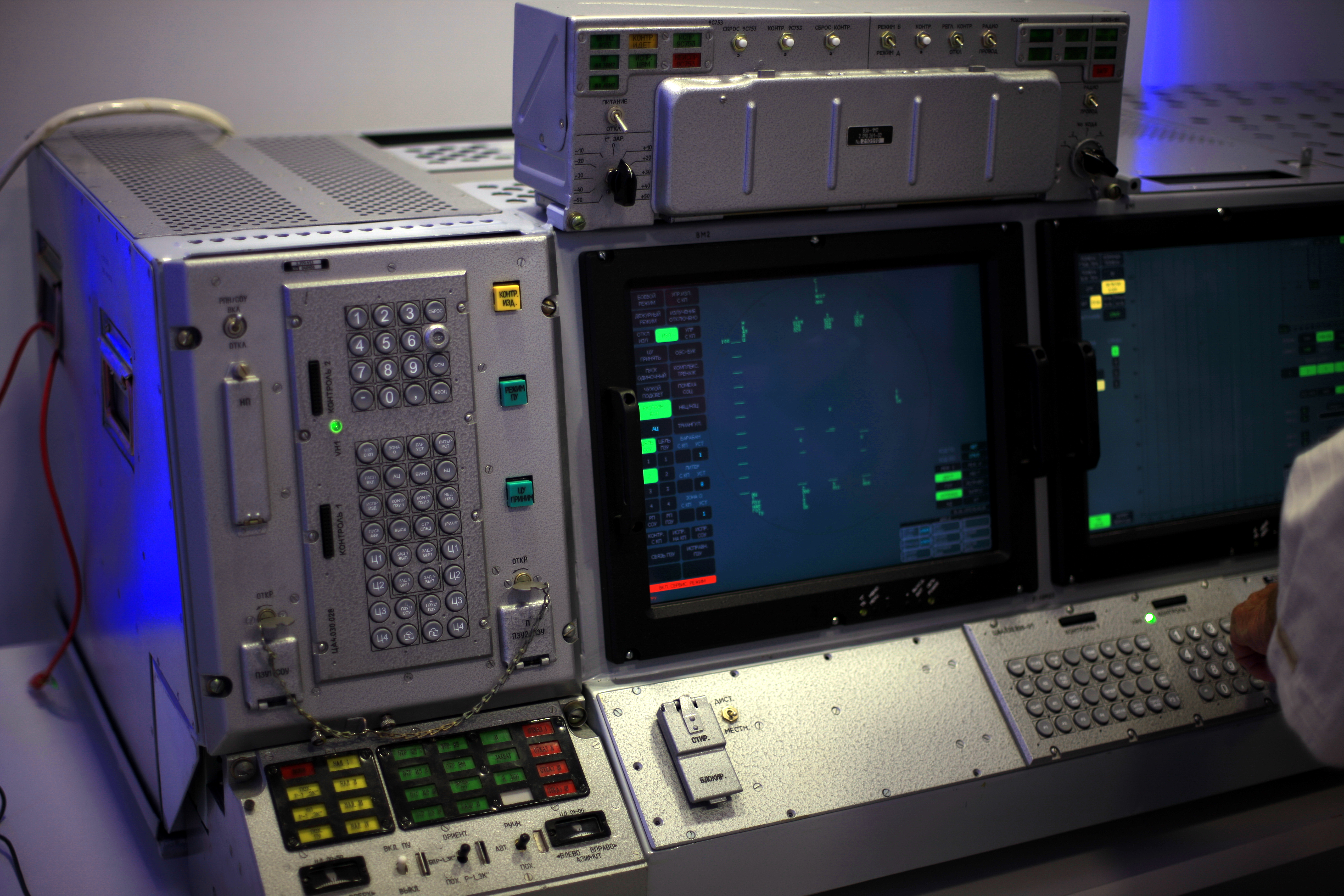
Пульт командира СОУ 9А317Э на авиасалоне МАКС-2011

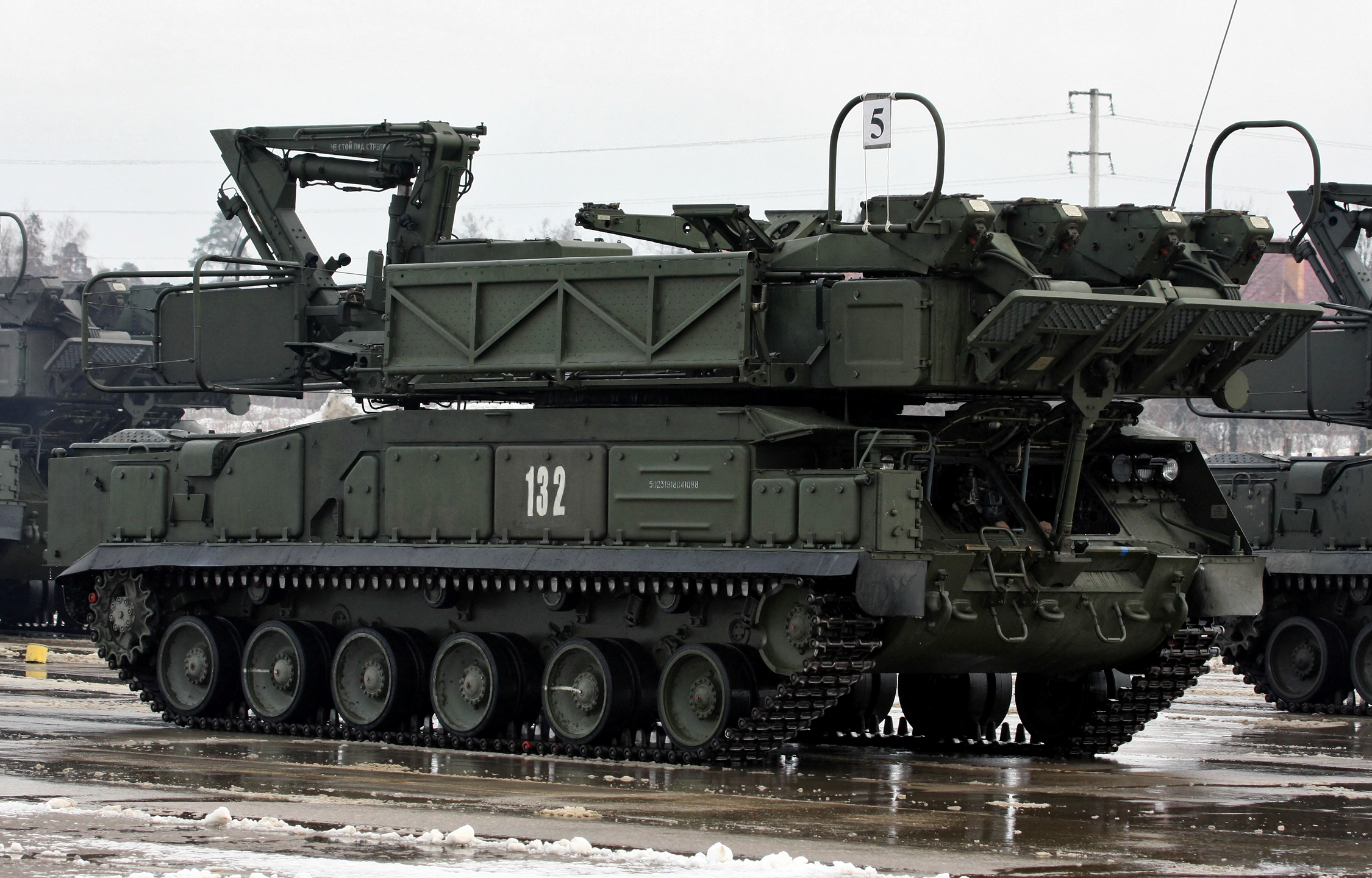
ПЗУ 9А316 на репетиции Парада Победы 2012 года

Разработка завершена в 1988 году. Используется ракета 9М317.
С началом малой модернизации комплекса 9К37 развернулись работы над созданием глубоко модифицированного варианта, способного вести огонь по 24 целям. По сравнению с предыдущими модификациями зона поражения самолётов типа F-15 была увеличена до 50 км, вероятность поражения крылатых ракет ALCM на дальностях до 26 км — от 70 до 80 %, вертолёты могли быть поражены с вероятностью от 70 до 80 %. Максимальная скорость обстреливаемых целей 1100 м/с навстречу и 300—400 м/с вдогон. Комплекс может быть развёрнут за 5 минут, темп стрельбы составляет 4 секунды, а время реакции — 10 с. В 1988 году комплекс был принят на вооружение ПВО СВ. Из-за распада СССР и тяжёлой экономической ситуации России серийное производство комплекса развёрнуто не было. Спустя 15 лет, документация на комплекс была доработана под современную элементную базу серийного производства. С 2008 года комплекс поступил в войска России.
В 1990-е годы был разработан и прошёл совместные испытания вариант комплекса «Бук-М2Э» — «Урал», предназначенный для войск ПВО. Все средства комплекса размещены на колёсных тягачах повышенной проходимости типа КрАЗ и полуприцепах «ЧМЗАП».
22 декабря 2009 года на вручении национальной премии «Золотая идея» (по итогам 2008 г.) Лауреатом 3-й премии в номинации «За успехи в области производства продукции военного назначения» стал авторский коллектив ОАО «УМЗ» совместно с ОАО «НИИП им. В. В. Тихомирова» за освоение серийного производства зенитного ракетного комплекса «БУК-М2Э».
Распоряжением Правительства Российской Федерации от 28 февраля 2013 года за разработку и серийное освоение ЗРК СД «Бук-М2Э» присвоено звание лауреатов премии Правительства Российской Федерации в области науки и техники за 2012 год авторскому коллективу.
По заявлению Генерального директора холдинга «Авиационное оборудование» «„ЗРК Бук-М2Э“ на данный момент является самым эффективным средством противовоздушной обороны среднего радиуса действия, превосходящим по дальности и эффективности поражения все существующие мировые аналоги».

## Состав комплекса
- Боевые средства:
ЗУР 9М317,
СОУ 9А317,
ПЗУ 9А316;
- средства управления:
КП 9С510,
СОЦ 9С18М1-3,
РПН 9С36.

## Развитие
На базе комплекса «Бук-М2» был разработан новый комплекс «Бук-М3» с новыми компонентами электроники.

## На вооружении
- Алжир — 3 ЗРК «Бук-М2E» по состоянию на 2022 год[12]
- Венесуэла — 9 «Бук-М2Е», по состоянию на 2022 год[13]
- Египет — более 40 «Бук-М1-2» и «Бук-М2Е», по состоянию на 2022 год[13]
- Казахстан — 3 ЗРК «Бук-М2E» по состоянию на 2022 год[13]
- Россия — не менее 90 единиц, по состоянию на 2020 год[14]
- Сирия — 8 комплексов 9К317Э «Бук-М2Э» поставлены из России в 2011 году.[15]

### Служба
ЗРК «Бук-М2» стоят на вооружении следующих формирований:
1. в/ч 02030. 297-я зенитная ракетная бригада 2-й ОА ЦВО
2. в/ч 54821. 90-я зенитная ракетная бригада 49-й ОА ЮВО
3. в/ч 31466. 61-я зенитная ракетная бригада 41-й ОА ЦВО
4. в/ч 74429. 5-я зенитная ракетная бригада 6-й ОА ЗВО[17]